# Anopheles
Anopheles is een geslacht uit de familie steekmuggen (Culicidae), de soorten worden ook wel malariamuggen genoemd.

## Verspreiding van ziekten
Er zijn in totaal ongeveer 400 verschillende Anopheles-soorten waarvan er 30 - 40 als vector dienen bij de verspreiding van de parasieten van het geslacht Plasmodium. Deze parasieten zijn bij de mens verantwoordelijk voor de ziekte malaria. Malaria is niet de enige ziekte waarvoor dit geslacht als vector kan dienen. Verschillende soorten Anopheles kunnen als mechanische vector dienen bij de verspreiding van onder andere de volgende ziekten: hondenhartworm (Dirofilaria immitis), Afrikaanse paardenpest, riftdalkoorts en O'nyong'nyong koorts.
In de lage landen komen zes Anopheles-soorten voor.

## Soorten
- A. aberrans Harrison & Scanlon, 1975
- A. acaci Baisas, 1946
- A. acanthotorynus Komp, 1937
- A. aconitus Dönitz, 1902
- A. ahomi Chowdhury, 1929
- A. ainshamsi Gad, Harbach & Harrison, 2006
- A. aitkenii James, 1903
- A. albertoi Unti, 1941
- A. albimanus Wiedemann, 1820
- A. albitarsis Lynch Arribálzaga, 1878
- A. albotaeniatus (Theobald, 1903)
- A. algeriensis Theobald, 1903
- A. alongensis Venhuis, 1940
- A. amharicus Hunt, Wilkerson & Coetzee, 2013
- A. amictus Edwards, 1921
- A. anchietai Corrêa & Ramalho, 1968
- A. annandalei Prashad, 1918
- A. annularis van der Wulp, 1884
- A. annulatus Haga, 1930
- A. annulipalpis Lynch Arribálzaga, 1878
- A. annulipes Walker, 1856
- A. anomalophyllus Komp, 1936
- A. antunesi Galvão & Franco do Amaral, 1940
- A. apicimacula Dyar & Knab, 1906
- A. apoci Marsh, 1933
- A. aquasalis Curry, 1932
- A. arabiensis Patton, 1905
- A. arboricola Zavortink, 1970
- A. ardensis (Theobald, 1905)
- A. argenteolobatus (Gough, 1910)
- A. argyritarsis Robineau-Desvoidy, 1827
- A. argyropus (Swellengrebel, 1914)
- A. artemievi Gordeyev, Zvantsov, Goryacheva, Shaikevich & Yezhov, 2005
- A. arthuri Unti, 1941
- A. aruni Sobti, 1968
- A. asiaticus Leicester, 1903
- A. atacamensis González & Sallum, 2010
- A. atratipes Skuse, 1889
- A. atroparvus van Thiel, 1927
- A. atropos Dyar and Knab, 1906
- A. aurirostris (Watson, 1910)
- A. austenii (Theobald, 1905)
- A. auyantepuiensis Harbach & Navarro, 1996
- A. azaniae Bailly-Choumara, 1960
- A. azevedoi Ribeiro, 1969
- A. aztecus Hoffmann, 1935
- A. baezai Gater, 1933
- A. baileyi Edwards, 1929
- A. baimaii Sallum & Peyton, 2005
- A. baisasi Colless, 1957
- A. balabacensis Baisas, 1936
- A. balerensis Mendoza, 1947
- A. bambusicolus Komp, 1937
- A. bancroftii Giles, 1902
- A. barberellus Evans, 1932
- A. barberi Coquillett, 1903
- A. barbirostris van der Wulp, 1884
- A. barbumbrosus Strickland & Chowdhury, 1927
- A. barianensis James (in James & Liston, 1911
- A. beklemishevi Stegnii & Kabanova, 1976
- A. belenrae Rueda, 2005
- A. bellator Dyar & Knab, 1906
- A. benarrochi Gabaldón, Cova Garcia & Lopez, 1941
- A. bengalensis Puri, 1930
- A. berghei Vincke & Leleup, 1949
- A. bervoetsi DHaenens, 1961
- A. boliviensis (Theobald, 1905)
- A. borneensis McArthur, 1949
- A. bradleyi King, 1939
- A. braziliensis (Chagas, 1907)
- A. brevipalpis Roper, 1914
- A. brevirostris Reid, 1950
- A. brohieri Edwards, 1929
- A. brucei Service, 1960
- A. brumpti Hamon & Rickenbach, 1955
- A. brunnipes (Theobald, 1910)
- A. bulkleyi Causey, 1937
- A. bustamentei Galvão, 1955
- A. buxtoni Service, 1958
- A. bwambae White, 1985
- A. calderoni Wilkerson, 1991
- A. caliginosus de Meillon, 1943
- A. cameroni de Meillon & Evans, 1935
- A. campestris Reid, 1962
- A. canorii Floch & Abonnenc, 1945
- A. carnevalei Brunhes, le Goff & Geoffroy, 1999
- A. caroni Adam, 1961
- A. carteri Evans & de Meillon, 1933
- A. cinctus (Newstead & Carter, 1910)
- A. cinereus Theobald, 1901
- A. claviger (Meigen, 1804)
- A. clowi Rozeboom & Knight, 1946
- A. coluzzii Coetzee & Wilkerson, 2013
- A. colledgei Marks, 1956
- A. collessi Reid, 1963
- A. comorensis Brunhes, le Goff & Geoffroy, 1997
- A. concolor Edwards, 1938
- A. confusus Evans & Leeson, 1935
- A. corethroides Theobald, 1907
- A. costai da Fonseca & da Silva Ramos, 1940
- A. coustani Laveran, 1900
- A. cracens Sallum & Peyton, 2005
- A. crawfordi Reid, 1953
- A. cristatus King & Baisas, 1936
- A. cristipalpis Service, 1977
- A. crucians Wiedemann, 1828
- A. cruzii Dyar & Knab, 1908
- A. crypticus Coetzee, 1995
- A. cucphuongensis Vu, Nguyen, Tran & Nguyen, 1991
- A. culicifacies Giles, 1901
- A. culiciformis Cogill, 1903
- A. cydippis de Meillon, 1931
- A. chiriquiensis Komp, 1936
- A. chodukini Martini, 1929
- A. christyi (Newstead & Carter, 1911)
- A. daciae Linton, Nicolescu & Harbach, 2004
- A. dancalicus Corradetti, 1939
- A. darlingi Root, 1926
- A. daudi Coluzzi, 1958
- A. deaneorum Rosa-Freitas, 1989
- A. deemingi Service, 1970
- A. demeilloni Evans, 1933
- A. diluvialis Reinert, 1997
- A. dirus Peyton & Harrison, 1979
- A. dispar Rattanarithikul & Harbach, 1991
- A. distinctus (Newstead & Carter, 1911)
- A. domicola Edwards, 1916
- A. donaldi Reid, 1962
- A. dravidicus Christophers, 1924
- A. dthali Patton, 1905
- A. dualaensis Brunhes, le Goff & Geoffroy, 1999
- A. dunhami Causey, 1945
- A. dureni Edwards, 1938
- A. earlei Vargas, 1943
- A. eiseni Coquillett, 1902
- A. ejercitoi Mendoza,1947
- A. elegans (James, 1903)
- A. engarensis Kanda & Oguma, 1978
- A. eouzani Brunhes, le Goff & Boussès, 2003
- A. epiroticus Linton & Harbach, 2005
- A. erepens Gillies, 1958
- A. erythraeus Corradetti, 1939
- A. ethiopicus Gillies & Coetzee, 1987
- A. evandroi da Costa Lima, 1937
- A. evansae (Brèthes, 1926)
- A. faini Leleup, 1952
- A. farauti Laveran, 1902
- A. fausti Vargas, 1943
- A. filipinae Manalang, 1930
- A. flavicosta Edwards, 1911
- A. flavirostris (Ludlow, 1914)
- A. fluminensis Root, 1927
- A. fluviatilis James, 1902
- A. fontinalis Gillies & de Meillon, 1968
- A. forattinii Wilkerson & Sallum, 1999
- A. fragilis (Theobald, 1903)
- A. franciscanus McCracken, 1904
- A. franciscoi Reid, 1962
- A. freeborni Aitken, 1939
- A. freetownensis Evans, 1925
- A. freyi Meng, 1957
- A. funestus Giles, 1900
- A. fuscicolor van Someren, 1947
- A. fuscivenosus Leeson, 1930
- A. gabaldoni Vargas, 1941
- A. galvaoi Causey, Deane & Deane, 1943
- A. gambiae Giles, 1902
- A. garnhami Edwards, 1930
- A. georgianus King, 1939
- A. gibbinsi Evans, 1935
- A. gigas Giles, 1901
- A. gilesi (Peryassú, 1908)
- A. goeldii Rozeboom & Gabaldon, 1941
- A. gomezdelatorrei Levi-Castillo, 1955
- A. gonzalezrinconesi Cova Garcia, Pulido F. & Escalante de Ugueto, 1977
- A. grabhamii Theobald, 1901
- A. grassei Grjebine, 1953
- A. greeni Rattanarithikul & Harbach, 1991
- A. grenieri Grjebine, 1964
- A. griveaudi Grjebine, 1961
- A. guarani Shannon, 1928
- A. guarao Anduze & Capdevielle, 1949
- A. hackeri Edwards, 1921
- A. hailarensis Xu & Luo, 1998
- A. halophylus Silva do Nascimento & Lourenço-de-Oliveira, 2002
- A. hamoni Adam, 1962
- A. hancocki Edwards, 1929
- A. hargreavesi Evans, 1927
- A. harperi Evans, 1936
- A. harrisoni Harbach & Manguin, 2007
- A. hectoris Giaquinto Mira, 1931
- A. heiheensis Ma, 1981
- A. hermsi Barr and Guptavanij, 1988
- A. hervyi Brunhes, le Goff & Geoffroy, 1999
- A. hilli Woodhill & Lee, 1944
- A. hinesorum Schmidt, 2001
- A. hodgkini Reid, 1962
- A. homunculus Komp, 1937
- A. hughi Lambert & Coetzee, 1982
- A. hunteri (Strickland, 1916)
- A. hyrcanus (Pallas, 1771)
- A. implexus (Theobald, 1903)
- A. incognitus Brug, 1931
- A. indefinitus (Ludlow, 1904)
- A. ininii Senevet & Abonnenc, 1938
- A. insulaeflorum (Swellengrebel & Swellengrebel de Graaf, 1920)
- A. intermedius (Peryassú, 1908)
- A. interruptus Puri, 1929
- A. introlatus Colless, 1957
- A. inundatus Reinert,1997
- A. irenicus Schmidt, 2003
- A. jamesii Theobald, 1901
- A. janconnae Wilkerson & Sallum, 2009
- A. jebudensis Froud, 1944
- A. jeyporiensis James, 1902
- A. judithae Zavortink, 1969
- A. karwari (James, 1903)
- A. keniensis Evans, 1931
- A. kingi Christophers, 1923
- A. kleini Rueda, 2005
- A. kochi Dönitz, 1901
- A. kokhani Vythilingam, Jeffery & Harbach, 2007
- A. kolambuganensis Baisas, 1932
- A. koliensis Owen, 1945
- A. kompi Edwards, 1930
- A. konderi Galvão & Damasceno,1942
- A. koreicus Yamada & Watanabe, 1918
- A. kosiensis Coetzee, Segerman & Hunt, 1987
- A. kunmingensis Dong & Wang, 1985
- A. kweiyangensis Yao & Wu, 1944
- A. kyondawensis Abraham, 1947
- A. labranchiae Falleroni, 1926
- A. lacani Grjebine, 1953
- A. laneanus Corrêa & Cerqueira, 1944
- A. lanei Galvão & Franco do Amaral, 1938
- A. latens Sallum & Peyton, 2005
- A. leesoni Evans, 1931

- A. lepidotus Zavortink, 1973
- A. lesteri Baisas & Hu, 1936
- A. letabensis Lambert & Coetzee, 1982
- A. letifer Sandosham, 1944
- A. leucosphyrus Dönitz, 1901
- A. lewisi Ludlow, 1920
- A. liangshanensis Kang, Tan, Cao, Cheng, Yang & Huang, 1984
- A. limosus King, 1932
- A. lindesayi Giles, 1900
- A. listeri de Meillon, 1931
- A. litoralis King, 1932
- A. longipalpis (Theobald, 1903)
- A. longirostris Brug, 1928
- A. lounibosi Gillies & Coetzee, 1987
- A. lovettae Evans, 1934
- A. ludlowae (Theobald, 1903)
- A. lungae Belkin & Schlosser, 1944
- A. lutzii Cruz, 1901
- A. lloreti Gil Collado, 1936
- A. macarthuri Colless, 1956
- A. maculatus Theobald, 1901
- A. maculipalpis Giles, 1902
- A. maculipennis Meigen, 1818
- A. maculipes (Theobald, 1903)
- A. machardyi Edwards, 1930
- A. majidi Young & Majid, 1928
- A. malefactor Dyar & Knab, 1907
- A. maliensis Bailly-Choumara & Adam, 1959
- A. manalangi Mendoza, 1940
- A. mangyanus (Banks, 1906)
- A. marajoara Galvão & Damasceno, 1942
- A. marshallii (Theobald, 1903)
- A. marteri Senevet & Prunnelle, 1927
- A. martinius Shingarev, 1926
- A. mascarensis de Meillon, 1947
- A. mattogrossensis Lutz & Neiva, 1911
- A. maverlius Reinert, 1997
- A. mediopunctatus (Lutz, 1903)
- A. melanoon Hackett, 1934
- A. melas (Theobald, 1903)
- A. mengalangensis Ma, 1981
- A. meraukensis Venhuis, 1932
- A. merus Dönitz, 1902
- A. messeae Falleroni, 1926
- A. millecampsi Lips, 1960
- A. milloti Grjebine & Lacan, 1953
- A. minimus Theobald, 1901
- A. minor da Costa Lima, 1929
- A. mirans Sallum & Peyton, 2005
- A. moghulensis Christophers, 1924
- A. montanus Stanton & Wacker, 1917
- A. mortiauxi Edwards, 1938
- A. moucheti Evans, 1925
- A. mousinhoi de Meillon & Pereira, 1940
- A. multicinctus Edwards, 1930
- A. multicolor Cambouliu, 1902
- A. murphyi Gillies & de Meillon, 1968
- A. namibiensis Coetzee, 1984
- A. natalensis (Hill & Haydon, 1907)
- A. nataliae Belkin, 1945
- A. neivai Howard, Dyar & Knab, 1913
- A. nemophilous Peyton & Ramalingam, 1988
- A. neomaculipalpus Curry, 1931
- A. nigerrimus Giles, 1900
- A. nigritarsis (Chagas, 1907)
- A. nilgiricus Christophers, 1924
- A. nili (Theobald, 1904)
- A. nimbus (Theobald, 1902)
- A. nimpe Nguyen, Tran & Harbach, 2000
- A. nitidus Harrison, Scanlon & Reid, 1973
- A. nivipes (Theobald, 1903)
- A. njombiensis Peters, 1955
- A. noniae Reid, 1963
- A. notanandai Rattanarithikul & Green, 1987
- A. notleyi van Someren, 1949
- A. novaguinensis Venhuis, 1933
- A. nuneztovari Gabaldon, 1940
- A. obscurus (Grünberg, 1905)
- A. occidentalis Dyar and Knab, 1906
- A. oiketorakras Osorno-Mesa, 1947
- A. okuensis Brunhes, le Goff & Geoffroy, 1997
- A. omorii Sakakibara, 1959
- A. oryzalimnetes Wilkerson & Motoki, 2009
- A. oswaldoi (Peryassú, 1922)
- A. ovengensis Awono-Ambene, Simard, Antonio-Nkonkjio & Fontenille, 2004
- A. palmatus (Rodenwaldt, 1926)
- A. paltrinierii Shidrawi & Gillies, 1988
- A. paludis Theobald, 1900
- A. pallidus Theobald, 1901
- A. pampanae
- A. pampanai Büttiker & Beales, 1959
- A. papuensis Dobrotworsky, 1957
- A. paraliae Sandosham, 1959
- A. parangensis (Ludlow, 1914)
- A. parapunctipennis Martini, 1932
- A. parensis Gillies, 1962
- A. parvus (Chagas, 1907)
- A. pattoni Christophers, 1926
- A. pauliani Grjebine, 1953
- A. peditaeniatus (Leicester, 1908)
- A. perplexens Ludlow, 1907
- A. persiensis Linton, Sedaghat & Harbach, 2003
- A. peryassui Dyar & Knab, 1908
- A. petragnani del Vecchio, 1939
- A. peytoni Kulasekera, Harrison & Amerasinghe, 1989
- A. pharoensis Theobald, 1901
- A. philippinensis Ludlow, 1902
- A. pholidotus Zavortink, 1973
- A. pictipennis (Philippi, 1865)
- A. pilinotum Harrison & Scanlon, 1974
- A. pinjaurensis Barraud, 1932
- A. plumbeus Stephens, 1828
- A. pollicaris Reid, 1962
- A. powderi Zavortink, 1970
- A. powelli Lee, 1944
- A. pretoriensis (Theobald, 1903)
- A. pristinus Nagaki & Sallum, 2010
- A. pseudobarbirostris Ludlow, 1902
- A. pseudojamesi Strickland & Chowdhury, 1927
- A. pseudomaculipes (Peryassú, 1908)
- A. pseudopictus Grassi, 1899
- A. pseudopunctipennis Theobald, 1901
- A. pseudosinensis Baisas, 1935
- A. pseudostigmaticus Dobrotworsky, 1957
- A. pseudosundaicus Tyagi et al., 2009
- A. pseudotibiamaculatus Galvão & Barretto, 1941
- A. pseudowillmori (Theobald, 1910)
- A. pujutensis Colless, 1948
- A. pulcherrimus Theobald, 1902
- A. pullus Yamada, 1937
- A. punctimacula Dyar & Knab, 1906
- A. punctipennis (Say, 1823)
- A. punctulatus Dönitz, 1901
- A. pursati Laveran, 1902
- A. quadriannulatus Theobald, 1911
- A. quadrimaculatus Say, 1824
- A. rachoui Galvão, 1952
- A. radama de Meillon, 1943
- A. rageaui Mattingly & Adam, 1954
- A. rampae Harbach & Somboon, 2011
- A. ranci Grjebine, 1953
- A. rangeli Gabaldon, Cova Garcia & Lopez, 1940
- A. recens Sallum & Peyton, 2005
- A. reidi Harrison, 1973
- A. rennellensis Taylor & Maffi, 1991
- A. rhodesiensis Theobald, 1901
- A. riparis King & Baisas, 1936
- A. rivulorum Leeson, 1935
- A. rodhaini Leleup & Lips, 1950
- A. rollai Cova Garcia, Pulido F. & Escalante de Ugueto, 1977
- A. rondoni (Neiva & Pinto, 1922)
- A. roperi Reid, 1950
- A. roubaudi Grjebine, 1953
- A. ruarinus Edwards, 1940
- A. rufipes (Gough, 1910)
- A. sacharovi Favre, 1903
- A. salbaii Maffi & Coluzzi, 1958
- A. samarensis Rozeboom, 1951
- A. sanctielii Senevet & Abonnenc, 1938
- A. saperoi Bohart & Ingram, 1946
- A. saungi Colless, 1955
- A. sawadwongporni Rattanarithikul & Green, 1987
- A. sawyeri Causey, Deane, Deane & Sampaio, 1943
- A. scanloni Sallum & Peyton, 2005
- A. schueffneri Stanton, 1915
- A. schwetzi Evans, 1934
- A. separatus (Leicester, 1908)
- A. seretsei Abdulla-Khan, Coetzee & Hunt, 1998
- A. sergentii (Theobald, 1907)
- A. seydeli Edwards, 1929
- A. shannoni Davis, 1931
- A. similissimus Strickland & Chowdhury, 1927
- A. sinensis Wiedemann, 1828
- A. sineroides Yamada, 1924
- A. sintoni Puri, 1929
- A. sintonoides Ho, 1938
- A. smaragdinus Reinert, 1997
- A. smithii Theobald, 1905
- A. solomonis Belkin, Knight & Rozeboom, 1945
- A. somalicus Rivola & Holstein, 1957
- A. splendidus Koidzumi, 1920
- A. squamifemur Antunes, 1937
- A. squamosus Theobald, 1901
- A. stephensi Liston, 1901
- A. stigmaticus Skuse, 1889
- A. stookesi Colless, 1955
- A. stricklandi Reid, 1965
- A. strodei Root, 1926
- A. subpictus Grassi, 1899
- A. sulawesi Waktoedi Koesoemawinangoen, 1954
- A. sundaicus (Rodenwaldt, 1925)
- A. superpictus Grassi, 1899
- A. swahilicus Gillies, 1964
- A. symesi Edwards, 1928
- A. takasagoensis Morishita, 1946
- A. tasmaniensis Dobrotworsky, 1966
- A. tchekedii de Meillon & Leeson, 1940
- A. tenebrosus Dönitz, 1902
- A. tessellatus Theobald, 1901
- A. theileri Edwards, 1912
- A. theobaldi Giles, 1901
- A. thomasi Shannon, 1933
- A. tibiamaculatus (Neiva, 1906)
- A. tigertti Scanlon & Peyton, 1967
- A. torresiensis Schmidt, 2001
- A. triannulatus (Neiva & Pinto, 1922)
- A. trinkae Faran, 1979
- A. turkhudi Liston, 1901
- A. umbrosus (Theobald, 1903)
- A. vagus Dönitz, 1902
- A. vanderwulpi Townson & Harbach, 2013
- A. vaneedeni Gillies & Coetzee, 1987
- A. vanhoofi Wanson & Lebied, 1945
- A. vanus Walker, 1859
- A. vargasi Gabaldón, Cova Garcia & Lopez, 1941
- A. varuna Iyengar, 1924
- A. vernus Gillies & de Meillon, 1968
- A. veruslanei Vargas, 1979
- A. vestitipennis Dyar & Knab, 1906
- A. vietnamensis Nguyen, Tran & Nguyen, 1993
- A. vinckei de Meillon, 1942
- A. walkeri Theobald, 1901
- A. walravensi Edwards, 1930
- A. watsonii (Leicester, 1908)
- A. wellcomei Theobald, 1904
- A. wellingtonianus Alcock, 1912
- A. whartoni Reid, 1963
- A. wilsoni Evans, 1934
- A. willmori (James, 1903)
- A. xelajuensis de Leon, 1938
- A. xui Dong, Zhou, Dong & Mao, 2007
- A. yaeyamaensis Somboon & Harbach, 2010
- A. ziemanni Grünberg, 1902